# 马厂水库
马厂水库是中国安徽省滁州市全椒县境内的一座水库，位于滁河支流马厂河上，建于1969年。水库正常库容为2560万立方米，集雨面积为63平方千米，海拔为57.1米。